# Wilson Kipsang Kiprotich
Wilson Kipsang Kiprotich (Keiyo District, 15 de marzo de 1982) es un atleta keniata especializado en carreras de larga distancia, entre los 10 km y el maratón. Su mejor tiempo en la prueba de maratón es de 2:03:13, logrado el 25 de septiembre de 2016 en el maratón de Berlín con un segundo puesto tras Bekele. Anteriormente había ganado esta prueba consiguiendo el récord del mundo en 2013.
Ha obtenido la primera posición  en dos ocasiones en el maratón de Fráncfort del Meno (2010 y 2011), también ha vencido en dos ocasiones en el maratón de Londres (2012 y 2014), consiguiendo el récord de la prueba en 2014 con un tiempo de 2:04:29. También es el segundo atleta del mundo en lograr finalizar 3 maratones en menos de 2 horas y 5 minutos.
En los Juegos Olímpicos de Londres 2012 obtuvo la medalla de bronce en la prueba de maratón.

## Marcas personales
| Superficie | Prueba        | Tiempo (h:m:s) | Lugar                                | Fecha                    |
| ---------- | ------------- | -------------- | ------------------------------------ | ------------------------ |
| Pista      | 10.000 metros | 28:37.0        | Nairobi, Kenia                       | 26 de mayo de 2007       |
| Carretera  | 10 km         | 27:32          | Nueva Delhi, India                   | 9 de noviembre de 2008   |
| Carretera  | 15 km         | 41:35          | Ras al-Jaima, Emiratos Árabes Unidos | 20 de febrero de 2009    |
| Carretera  | Media maratón | 58:59          | Ras al-Jaima, Emiratos Árabes Unidos | 20 de febrero de 2012    |
| Carretera  | Maratón       | 2:03:13        | Berlín , Alemania                    | 25 de septiembre de 2016 |

- Tomado de IAAF profile.